# Poggio Imperiale
Pour les articles homonymes, voir Poggio.
Ne pas confondre avec la Villa di Poggio Imperiale.
Poggio Imperiale est une commune de la province de Foggia dans les Pouilles en Italie.

## Histoire
En 2012, la doyenne de la ville Maria Giuseppa Robucci a reçu le titre de maire honoraire de la municipalité de Poggio Imperiale.

## Administration
| Période                                  | Période  | Identité       | Étiquette    | Qualité |
| ---------------------------------------- | -------- | -------------- | ------------ | ------- |
| 16 juin 2004                             | En cours | Rocco Lentinio | Lista Civica |         |
| Les données manquantes sont à compléter. |          |                |              |         |

### Communes limitrophes
Apricena, Lesina, San Paolo di Civitate, San Nicandro Garganico

### Évolution démographique
Habitants recensés